# Johann Ulrich von König
Johann Ulrich König, ab 1740 von König, (* 8. Oktober 1688 in Esslingen; † 14. März 1744 in Dresden) war ein deutscher Schriftsteller, Opernlibrettist und Hofpoet.

## Leben
König besuchte das Gymnasium in Stuttgart und studierte dann in Tübingen Theologie und in Heidelberg Jura. Er ließ sich in Hamburg nieder, wo er 1715 mit Barthold Heinrich Brockes, Michael Richey und Johann Albert Fabricius die Teutschübende Gesellschaft zur Pflege der deutschen Sprache und Literatur gründete und Libretti für die Oper am Gänsemarkt schrieb, die u. a. von Reinhard Keiser und Georg Philipp Telemann vertont wurden. Ab 1717 hielt er sich in Leipzig und Weißenfels auf, bis er am 30. März 1720 Geheimer Sekretär und Hofpoet sowie Mitarbeiter Johann von Bessers am Dresdner Hof Augusts des Starken wurde.
Hier förderte er zunächst Johann Christoph Gottsched, mit dem er sich später überwarf, und stand in enger Verbindung mit Johann Jakob Bodmer. Er verfasste erfolgreiche Lustspiele – Die verkehrte Welt wurde noch 1770 gespielt – und als Hofdichter panegyrische Verherrlichungsschriften auf seinen Dienstherrn wie das Epos August im Lager.
Johann Ulrich von König war verheiratet mit der Sängerin, Instrumentalistin und Komponistin Regina Gertrud Schwarz, die Stieftochter des Dichters und Musikers David Kellner. Ihr gemeinsamer Sohn hieß Friedrich August.
Nach Bessers Tod 1729 wurde König sein Nachfolger als Zeremonienmeister und Hofrat. Er war seit 1728 auswärtiges Mitglied der Berliner Akademie und wurde 1740 von August III., der nach dem Tode Kaiser Karls VI. als Reichsverweser fungierte, geadelt. Am 14. März 1744 starb der „Sächsische Horaz“ an den Folgen des Fleckfiebers.

## Werke
- Die österreichische Großmuth oder Carolus V., 1712
- Theatralische, geistliche, vermischte und galante Gedichte. Wiering, Hamburg/Leipzig 1713. (Digitalisat der Ausg. 1716)
- Die gecrönte Tugend, auf das glor-würdigste Crönungs-Fest des ... Georg Ludewigs, Königs von Groß-Britannien, Franckreich und Irrland ..., In einem musicalischen Schau-Spiele ... auf dem hamburgischen Theatro vorgestellet. Greflinger, Hamburg 1714. (Digitalisat)
- Fredegunda, in einem musicalischen Schauspiele vorgestellt. (Musik von Reinhard Keiser.) Greflinger, Hamburg 1715. (Digitalisat)
- Die durch Großmut und Glauben triumphierende Unschuld oder Der siegende David. (Oratorium, Musik von Reinhard Keiser.) Gennagel, Hamburg 1716. (Digitalisat)
- Die römische Großmuht, oder Calpurnia. (Schauspiel) Greflinger, Hamburg 1716. (Digitalisat)
- Die getreue Alceste in einer Opera auf dem Hamburgischen Theatro vorgestellet. Jakhel, Hamburg 1719. (Digitalisat)
- Poetische Einfälle, bey dem von Sr. Königl. Maj. in Pohlen und Churfl. Durchl. zu Sachsen angestellten Schnepper Schiessen, den 6 Decembr. 1719, etc. 24 Stücke. Stößel, Dresden 1719. (Digitalisat)
- Heinrich der Vogler, Hertzog zu Braunschweig, Nachmahls Erwehlter Teutscher Kayser. In einem Singe-Spiele Auf dem Hamburgischen Schau-Platze Vorgestellet Im Jahr 1719.  Jakhel, Hamburg 1719. (Digitalisat)
- Rhea Sylvia. In einem Singe-Spiele vorgestellet. Jakhel, Hamburg 1720. (Digitalisat)
- Ein Schäfer-Gedicht auf die hohe Geburt eines chur.-Sächs. Printzen [...], 1720[4]
- Der gedultige Socrates, in einem Musicalischen Lust-Spiele auf dem Hamburgischen Schau-Platze vorgestellet. Im Jahr 1730. Stromer, Hamburg 1730. (Digitalisat)
- Cadmus, in einem musicalischen Schau-Spiele auf dem Hamburgischen Schau-Platze vorgestellet. Im Jahr 1725. Jakhel, Hamburg 1725. (Digitalisat)
- Die verkehrte Welt (Lustspiel), 1725.
- Sancio oder Die siegende Großmut. (Singspiel), 1727.
- August im Lager. (Epos), Harpeter, Dresden 1731. (Digitalisat)